# Aït Melikech
 (juin 2017).
Aït Melikech, du kabyle At-Mlikec est une tribu de Kabylie, autrefois installée dans le Sud de l'actuelle wilaya de Béjaïa en Algérie. Le territoire de cette tribu correspond peu ou prou à celui de la commune de Beni Mellikeche sur les hauteurs de Tazmalt.

## Sources
- book google